# Rothenburger Landhege

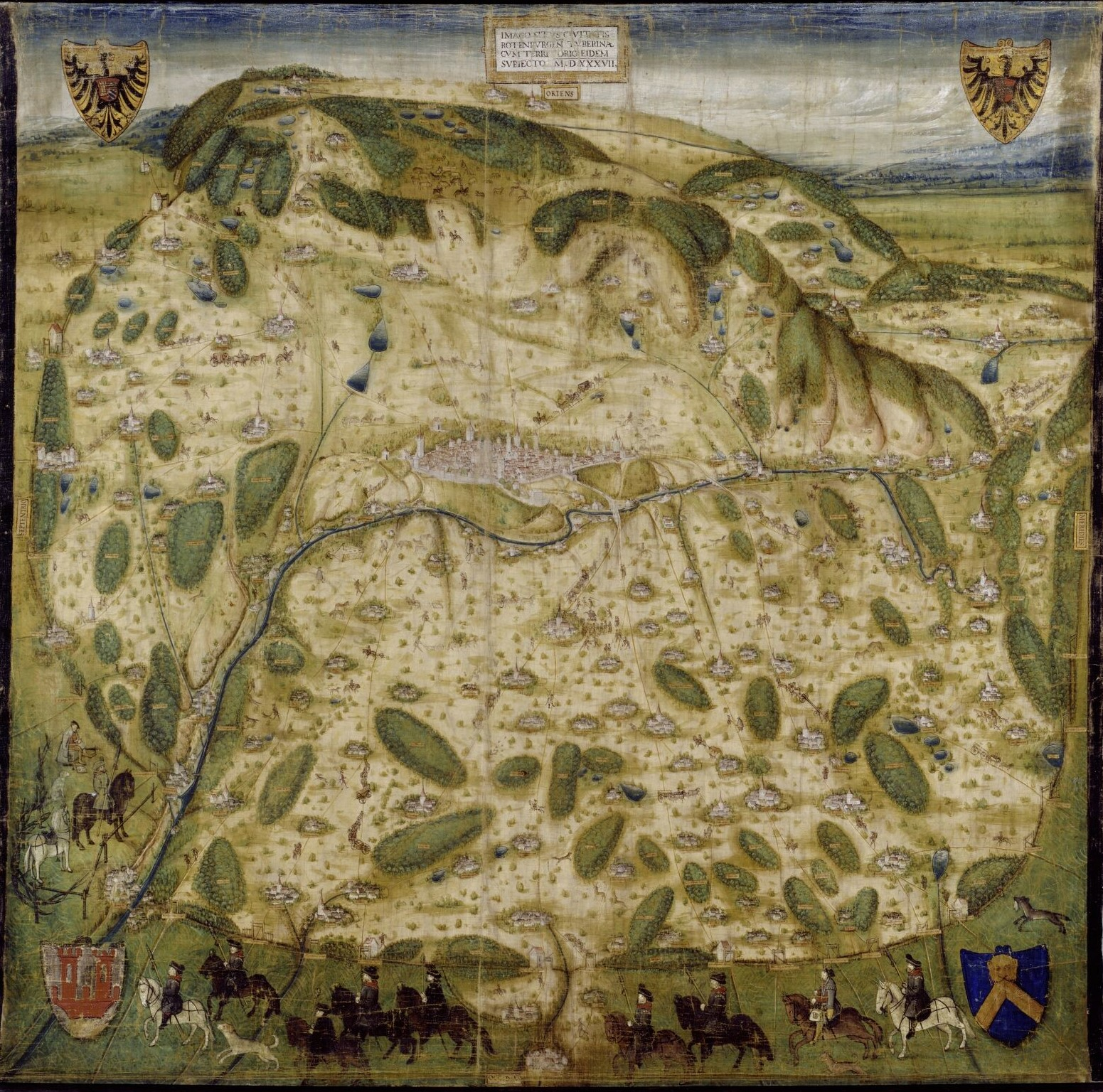
Karte der Rothenburger Landhege von Wilhelm Ziegler (1537)

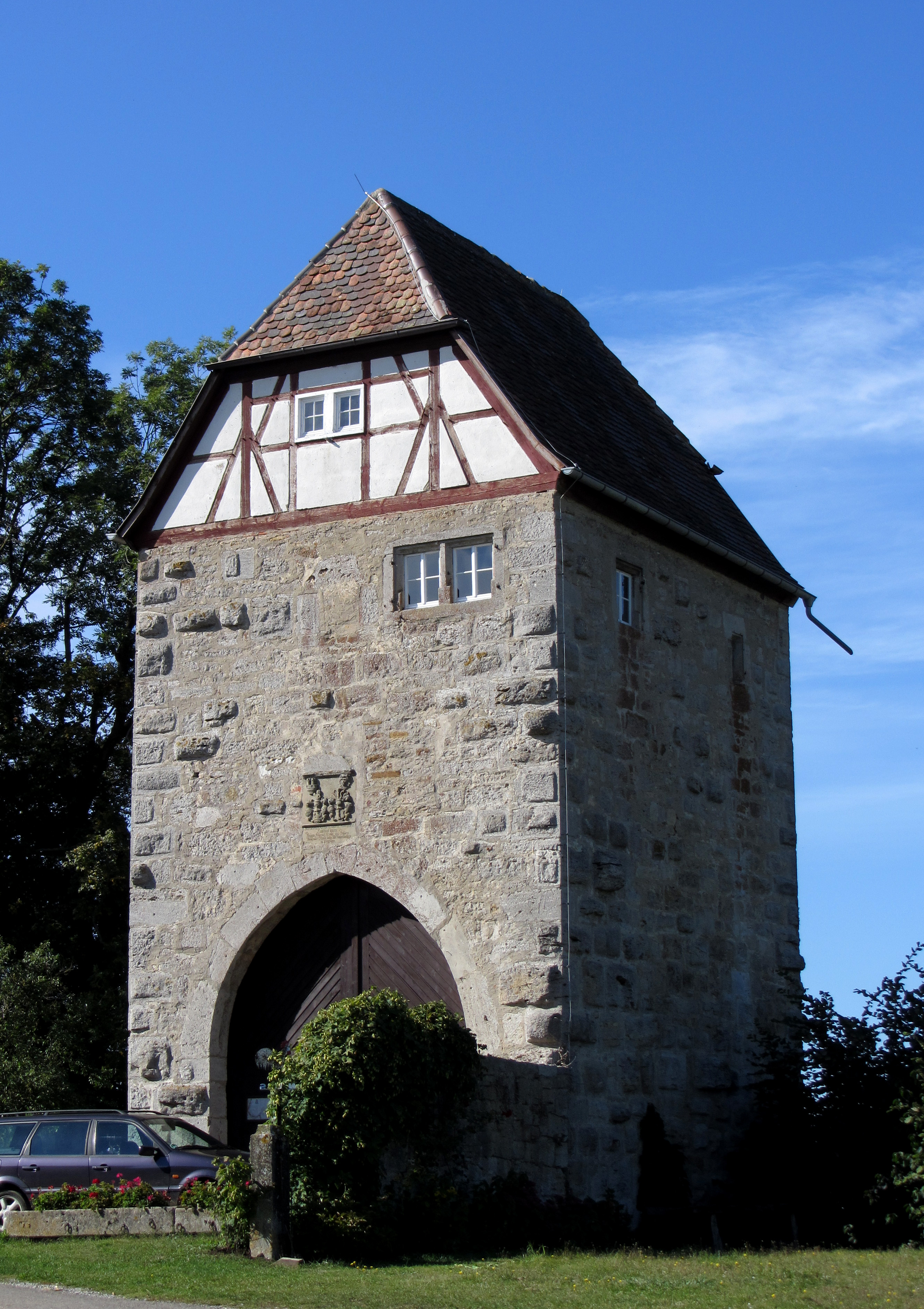
Der Landturm bei Lichtel

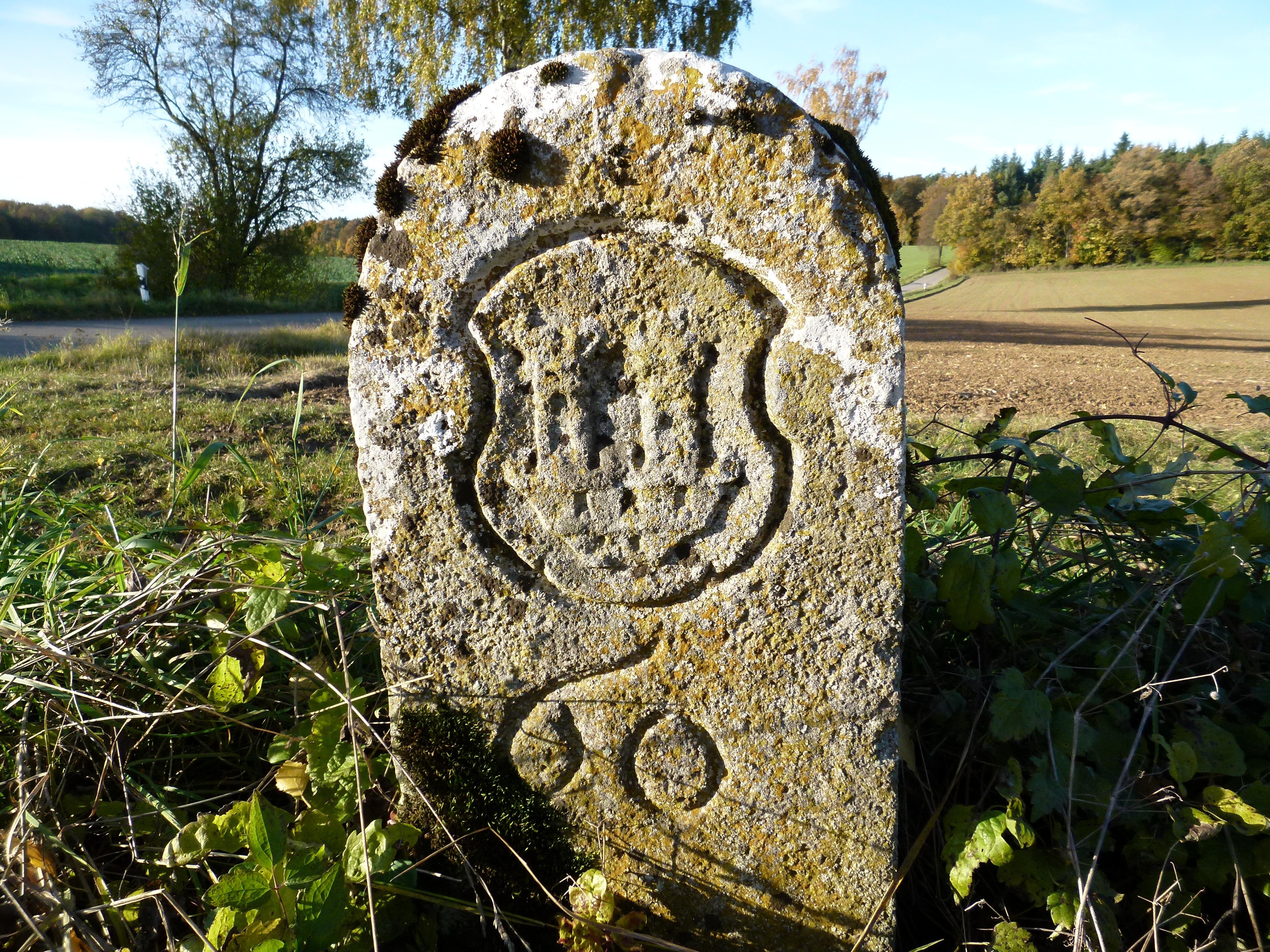
Historischer Grenzstein der Landhege

Die Rothenburger Landhege, auch Rothenburger Heg oder Rothenburger Landwehr genannt, ist eine 62 km lange Landwehr, die ein etwa 350 km² großes Gebiet um Rothenburg ob der Tauber umschließt. Ihr Bau wurde vom Rothenburger Stadtrat im Jahre 1420 beschlossen und bis 1480 fertiggestellt. Sie zog sich von Steinach bei Rothenburg ob der Tauber im Nordosten in einem westlichen Bogen über Lichtel im Nordwesten, Rohrturm im Südwesten bis Wettringen im Südosten. Die Ostgrenze des Rothenburger Territoriums entlang dem Westabfall der Frankenhöhe blieb größtenteils unbefestigt. Die weiter westlich gelegenen Landwehrdörfer Hachtel, Oberstetten und Wildentierbach blieben ausgespart.
Die Landhege schützte das von der Stadt in den Jahrzehnten zuvor von Kleinadeligen der Umgebung erworbene Territorium mit etwa 163 Ortschaften und 40 Burgen vor Plünderungen. Sie war etwa 20 Meter breit und bestand meist aus drei Wällen und zwei Gräben. Sie war mit undurchdringlichen Hecken bepflanzt. Für ihre Pflege waren die Hegemeister zuständig.
Die wichtigen Durchlässe wurden durch insgesamt neun Landtürme gesichert, an denen auch Zoll erhoben wurde, von Nordost über Nordwest nach Südwest: bei Steinach, Seemühle, Habelsee, Hinterpfeinach, Reichardsroth, Großharbach, Lichtel (Lichteler Landturm), Heimberg, Funkstatt und Hilgartshausen (Rohrturm). In ihnen wohnten die Hegereiter. Im Notfall wurde die Hege von der mit Waffen ausgestatteten Bevölkerung verteidigt. Gut erhalten sind heute noch der Lichteler Landturm, den der Schwäbische Albverein nutzt, und der Großharbacher an der Brücke im Dorf. Vom Rohrturm im gleichnamigen Gehöft unmittelbar an der Straße von Hilgartshausen nach Musdorf besteht noch ein zur Scheune überdachter Turmstumpf mit je einer Wappentafel an der West- und Ostseite. Der Turm bestand bis 1945, wurde bei Feuergefechten am Kriegsende durch Beschuss mit Panzergranaten schwer beschädigt und stürzte 1946 ein.
Napoléon Bonaparte ließ die Landhege 1802 aufheben und teilweise einebnen. Die Türme wurden verkauft. Die Heg ist jedoch auch heute noch auf weiten Strecken in der Landschaft zu erkennen, vor allem in bewaldeten Partien. Schon von weitem zeigen mancherorts langgezogene schmale Waldstreifen den einstigen Verlauf an, wie etwa zwischen Blaufelden-Engelhardshausen und Rot am See-Herbertshausen. Im Zuge des Untergangs des Heiligen Römischen Reiches kam zwar Rothenburg zum bayerischen Teil Frankens, der Westteil des reichsstädtischen Territoriums aber zu Württemberg. Deshalb liegt der größere Anteil der Landhege, der ihn umgab, heute in Baden-Württemberg.

## Landschaftsschutzgebiet
Die im Landkreis Schwäbisch Hall liegenden Reste der Landhege sind als Landschaftsschutzgebiet ausgewiesen. Geschützt ist dabei ein nur 50 bis 80 Meter breiter Geländestreifen, der sich in 13 Teilgebieten über rund 15 Kilometer erstreckt. Das LSG wurde unter dem Namen Rothenburger Landhege ausgewiesen durch Verordnung des Landratsamtes Schwäbisch Hall vom 16. April 1982, es trägt die Schutzgebietsnummer 1.27.015 und ist 62,0 Hektar groß. Wesentlicher Schutzzweck ist die Erhaltung der noch erkennbaren Reste der Rothenburger Landhege, die als kulturhistorisch bedeutsames Dokument in seiner Eigenart und überkommenen Gestalt als wertvoller Landschaftsbestandteil gesichert werden soll. Darüber hinaus soll die Erhaltung der Landhege als Windschutzhecke, als Vogelschutzgehölz, als Lebensraum bedrohter Tier- und Pflanzenarten sowie als Rückzugs- und Deckungsmöglichkeit für das Niederwild erreicht werden.